# Franz Deischl
Franz Deischl (* 28. November 1893 in München; † 16. März 1984 ebd.) war ein deutscher Gewerkschafter.

## Leben
Franz Deischl wuchs als Sohn eines konfessionslosen Buchhalters auf. Nach der Volksschule wurde er Maschinenschlosser. 1910 wurde er Mitglied im Deutschen Metallarbeiter-Verband. Zu Beginn des Ersten Weltkriegs wurde er eingezogen und diente bis Kriegsende in einer Kraftfahrerkompanie. Nach dem Krieg war er zunächst arbeitslos und trat der USPD bei. 1919 wurde er bei der Straßenbahn München eingestellt und wechselte zum Deutschen Transportarbeiter-Verband (DTV), später Deutscher Verkehrsbund (DVB). 1924 wurde er Mitglied des Betriebsrats der Münchner Straßenbahn und gehörte seit 1925 dem Vorstand der örtlichen DVB an. 1930 wurde er Betriebsratsvorsitzender und stützte 1931 die Entscheidung der Münchner Straßenbahn, Nationalsozialisten und RGO-Mitglieder aus dem Dienst zu entlassen.
Nach der Machtergreifung wurde er auf Grund seiner sozialdemokratischen Einstellung entlassen und blieb bis 1934 arbeitslos. Von 1934 bis 1936 wurde er zum Reichsarbeitsdienst eingezogen und wurde zu Erdarbeiten im Rahmen des Ausbaus des Autobahnnetzes herangezogen. Dabei zog er sich ein schweres Fußleiden zu und wurde entlassen. 1936 fand er Einstellung bei der Firma Brown, Boveri & Cie.
Am 22. Mai 1945 erhielt er auf Weisung des Oberbürgermeisters Thomas Wimmer seine alte Stellung zurück und wurde erneut zum Gesamtbetriebsratsvorsitzenden der Münchner Straßenbahn ernannt. Als solcher war er maßgeblich beteiligt an der Gründung der Vorgängerorganisation der Gewerkschaft Öffentliche Dienste, Transport und Verkehr (ÖTV) in München, nachdem die US-amerikanische Militärregierung den Aufbau ab 1946 erlaubte. Ab dem 1. Mai 1946 war er Landessekretär und war einer von zwei bayerischen Vertreter an der ersten Arbeitsgemeinschaftstagung am 25. Oktober 1946 in Stuttgart. Er war außerdem federführend an verschiedenen Veranstaltungen der ÖTV-Vorgängerorganisation beteiligt und prägte die Organisationsstrukturen. Gleichzeitig warnte er vor einem übereilten Zusammenschluss auf Bundesebene. 
Im März 1949 wurde er einstimmig in den geschäftsführenden Hauptvorstand des neu gegründeten ÖTV gewählt. Er war am Organisationsaufbau, den Einkauf und die Verwaltung des Bürobedarfs und für die Verwaltung des Kraftfahrzeugparks mit Zubehör zuständig. Im März 1949 war er außerdem daran beteiligt den Deutschen Gewerkschaftsbund (DGB) als Dachverband ins Leben zu rufen. Er wurde in den Bundesausschuss der DGB gewählt. Er erkrankte jedoch Ende 1951 schwer und legte am 16. Januar 1952 seine Ämter nieder. Der erste Gewerkschaftstag fand ohne seine Beteiligung statt.
Nach dem Ende seiner gewerkschaftlichen Karriere lebte er zurückgezogen in München, wo er am 16. März 1984 verstarb.